# Sveta Katarina (wyspa)
Sveta Katarina – bezludna wyspa w Chorwacji, na Morzu Adriatyckim.
Leży przy zachodnim wybrzeżu półwyspu Istria, naprzeciwko Rovinja. Zajmuje powierzchnię 0,16 km². W latach 1901–1910 została wtórnie zalesiona (las sosnowy, oleander). Na wyspie znajdują się ruiny kościoła z XV wieku i fortu. Jest użytkowana turystycznie.